# Bingham Lake
Bingham Lake és una població dels Estats Units a l'estat de Minnesota. Segons el cens del 2000 tenia 167 habitants.

## Demografia
Segons el cens del 2000, Bingham Lake tenia 167 habitants, 60 habitatges, i 46 famílies. La densitat de població era de 82,7 habitants per km².
Dels 60 habitatges en un 41,7% hi vivien nens de menys de 18 anys, en un 61,7% hi vivien parelles casades, en un 11,7% dones solteres, i en un 23,3% no eren unitats familiars. En el 20% dels habitatges hi vivien persones soles el 6,7% de les quals corresponia a persones de 65 anys o més que vivien soles. El nombre mitjà de persones vivint en cada habitatge era de 2,78 i el nombre mitjà de persones que vivien en cada família era de 3,24.
Per edats la població es repartia de la següent manera: un 30,5% tenia menys de 18 anys, un 6,6% entre 18 i 24, un 27,5% entre 25 i 44, un 27,5% de 45 a 60 i un 7,8% 65 anys o més.
L'edat mediana era de 34 anys. Per cada 100 dones de 18 o més anys hi havia 114,8 homes.
La renda mediana per habitatge era de 33.750 $ i la renda mediana per família de 37.917 $. Els homes tenien una renda mediana de 22.083 $ mentre que les dones 17.083 $. La renda per capita de la població era d'11.820 $. Entorn del 4,9% de les famílies i el 14,5% de la població estaven per davall del llindar de pobresa.

## Poblacions més properes
El següent diagrama mostra les poblacions més properes.